# The Fanatic
Pour plus de détails, voir Fiche technique et Distribution.
The Fanatic est un film américain réalisé par Fred Durst, sorti en 2019 .

## Synopsis
Grand fan de cinéma, Moose idolâtre Hunter Dunbar, un acteur de films d'action. Obsédé à la folie par "sa" star, il va finir par le persécuter et vouloir détruire sa vie.

## Fiche technique
- Titre original : The Fanatic
- Réalisation : Fred Durst
- Scénario : Dave Bekerman et Fred Durst
- Designer de costume : Tamika Jacson
- Designer de production : Joe Lemmon
- Casting : Lynn Andrews
- Photographie : Conrad W. Hall
- Montage : Malcolm Crowe et Nik Voytas
- Musique : Gary Hickeson, John Swihart et Blvck Celling
- Producteurs : Oscar Generale, Daniel Grodnik, Fred Durst, John Travolta et Bill Kenwright
- Producteurs exécutifs : Berry Meyerowitz, Jeff Sackman, David Gilbery, Charles Dorfman, Steve Potts, Naomi George, Dan Shepherd, Sarah Sulick, Kirk Shaw, Bret Saxon, Jeff Bowler et Neb Chupin
- Coproducteurs exécutifs : Anson Downes et Linda Favila
- Sociétés de production : VMI Worldwide, Pretzel Fang Productions, Wonderfilm, Media Finance Capital et Bill Kenwright Films
- Société de distribution : 
  -  États-Unis : Quiver Distribution / Redbox Entertainment
  -  France : Program Store
- Pays d'origine :  États-Unis
- Langue originale : anglais
- Durée : 89 minutes
- Genre : thriller
- Budget : 8 500 000 $
- Dates de sortie :
  - États-Unis : 30 août 2019
  - France :
    - 1er octobre 2020 (en VàD)
    - 15 octobre 2020 (en Vidéo)

## Distribution
- John Travolta (VF : Jérôme Keen) : Moose
- Devon Sawa (VF : Christophe Hespel) : Hunter Dunbar
- Ana Golja : Leah
- Jacob Grodnik : Todd
- James Paxton : Slim
- Josh Richman : Aaron
- Jessica Uberuaga : Brenda
- Marta González Rodin : Dora
- Martin Peña : Julio
- Kenneth Farmer : Dick

## Distinctions
- Razzie Awards 2020 : nommé dans les catégories pire film, pire acteur pour John Travolta et pire réalisateur